# Ottendorf an der Rittschein
Ottendorf an der Rittschein é um município da Áustria, situado no distrito de Hartberg-Fürstenfeld, no estado da Estíria. Tem 14,27 km² de área e sua população em 2019 foi estimada em 1.562 habitantes.